# Patrick Ouotro
Patrick Ouotro, né le 13 septembre 2005 à Toulepleu, est un footballeur international ivoirien qui évolue au poste d'avant-centre au AS Nancy.

## Biographie

### Carrière en club
Né à Toulepleu en Côte d'Ivoire, Patrick Ouotro est formé par l'ASEC Mimosas puis le LYS Sassandra, où il commence sa carrière professionnelle en championnat de Côte d'Ivoire lors de la saison 2022-2023. Âgé seulement de 17 ans, il termine avec neuf réalisations troisième meilleur buteur du championnat, dont il est une des révélations,.
En juillet 2023, il signe au RC Strasbourg, devant rejoindre le club de championnat de France en janvier 2024,. Après s'être affirmé avec l'équipe reserve et en match amical, il joue son premier match avec l'équipe première du club le 19 mai 2024, lors d'une défaite 2-1 en championnat chez l'Olympique lyonnais,.
Le 15 août 2024, il est prêté au club de championnat de France de deuxième division Martigues pour la saison 2024-2025,,. Mais son prêt est résilié en janvier 2025, est il est à nouveau prêté à Seraing en deuxième division belge,, où il s'illustre avec 3 buts en 8 matchs.
En juillet 2025, il rejoint l'AS Nancy en Ligue 2,,.

### Carrière en sélection
Ouotro est international avec l'équipe de Côte d'Ivoire des moins de 20 ans, prenant part au tournoi Maurice-Revello en 2024. Il y est auteur de quatre buts, dont deux en finale contre les moins de 23 ans ukrainiens, y obtenant le statut d'homme du match, puis une place dans l'équipe type du tournoi,,,.
Ouotro est convoqué pour la première fois avec l'équipe senior de Côte d'Ivoire pour le Championnat d'Afrique des nations 2022, où il s'illustre avec la sélection en janvier 2023,, avec un but lors de la phase de poule contre l'Ouganda,.